# Municipio de Egg Creek
El municipio de Egg Creek (en inglés: Egg Creek Township) es un municipio ubicado en el condado de McHenry en el estado estadounidense de Dakota del Norte. En el año 2010 tenía una población de 65 habitantes y una densidad poblacional de 0,69 personas por km².

## Geografía
El municipio de Egg Creek se encuentra ubicado en las coordenadas 48°20′3″N 100°48′40″O / 48.33417, -100.81111. Según la Oficina del Censo de los Estados Unidos, el municipio tiene una superficie total de 94.27 km², de la cual 88,81 km² corresponden a tierra firme y (5,79 %) 5,45 km² es agua.

## Demografía
Según el censo de 2010, había 65 personas residiendo en el municipio de Egg Creek. La densidad de población era de 0,69 hab./km². De los 65 habitantes, el municipio de Egg Creek estaba compuesto por el 100 % blancos. Del total de la población el 0 % eran hispanos o latinos de cualquier raza.